# 寺儿湾石窟
寺儿湾石窟，位于中国甘肃省靖远县，为一个省级文物保护单位，类型为石窟寺及石刻。
寺儿湾石窟的历史年代为唐、清。